# Rhynchanthera cordata
Rhynchanthera cordata là một loài thực vật có hoa trong họ Mua. Loài này được DC. miêu tả khoa học đầu tiên năm 1828.